# Oscar Chajes
Oscar Chajes (Brody, 14 dicembre 1873 – New York, 28 febbraio 1928) è stato uno scacchista statunitense.

## Biografia
Nato in una famiglia ebraica a Brody (allora in Austria-Ungheria, oggi in Ucraina), nel 1904 emigrò negli Stati Uniti stabilendosi prima a Chicago, poi a New York.
Fu presidente del Isaac L. Rice Progressive Chess Club di New York, un club fondato da Isaac Rice dedicato agli scacchi progressivi.
Principali risultati:
- 1909:   1º nello U.S. Open di Excelsior nel Minnesota
- 1910:   2º nello U.S. Open di Chicago
- 1911:   3º-4º a New York, dietro a Marshall e Capablanca
- 1914:   2º-3º a New York (vinse Edward Lasker)
- 1916:   3º nel Rice Memorial di New York (vinse Capablanca davanti a Janowski))
- 1917:   1º nel campionato dello stato di New York
- 1918:   2º a Rye Beach (New York) dietro Abraham Kupchik
- 1920:   1º a New York
- 1924:   1º nel campionato del Manhattan Chess Club

Disputò due match contro David Janowski: nel 1913 a L'Avana (perdette +0 −2 =1) e nel 1918 a New York (vinse +7 −5 =10).
Nel Rice Memorial di New York 1916 vinse una partita contro Capablanca, che poi rimase imbattuto per otto anni, fino a quando perse contro Richard Réti nel torneo di New York 1924.